# روزا أميليا ألفارادو
روزا أميليا ألفارادو هي كاتِبة وصحفية إكوادورية، ولدت في 20 يوليو 1944 في غواياكيل في الإكوادور.